# Moto Guzzi Bidingo
Le Moto Guzzi Bidingo sono due prototipi di motocicletta approntati nel 1969 e nel 1971.
Al termine degli anni sessanta il mercato delle moto destinate a quattordicenni e sedicenni era sempre più orientato verso il motore a due tempi che offriva prestazioni elevate a fronte di contenuti costi di produzione. Nell'ufficio sperimentale Moto Guzzi, dopo l'abbandono di Antonio Micucci, padre del "Dingo", per raggiunti limiti d'età, la dirigenza aziendale affidò a Giorgio Valentini il compito di studiare un motore bicilindrico a due tempi di piccola cilindrata.
Al Salone del ciclo e motociclo di Milano del 1969 venne presentato il primo "Bidingo" denominato "Ghez", un ciclomotore turistico con propulsore a due tempi bicilindrico da 50 cm³, telaio a doppia culla superiore chiusa tipo "Dingo" ed altre componenti provenienti dallo "Stornello".
L'improbabilità tecnica di unione del telaio "Dingo" con l'avantreno "Stornello" era immediatamente riscontrabile e denunciava un assemblaggio improvvisato, ma la Moto Guzzi diffuse la notizia che l'entrata in produzione era certa e si rimaneva solamente in attesa della omologazione ministeriale, annunciando anche l'avanzata fase di studio del modello 125 cm³. Il motore del "Ghez", però, non fu mai acceso in presenza della stampa specializzata, alimentando il sospetto che si trattasse di un modello statico.
Nessuna ulteriore notizia venne diramata dalla casa, ma la Salone di Milano del 1971, accanto alla splendida "V7 Sport", nello stand Moto Guzzi era presente il modello "125 Bicilindrica", sostanzialmente simile alla "Ghez", ma con propulsore da 125 cm³ e ciclistica adeguatamente definita e pronta per la produzione in serie.
Entrambi i modelli furono giudicati troppo costosi dalla dirigenza aziendale e non entrarono in produzione. Sono ora conservati presso il museo Moto Guzzi di Mandello del Lario.
Sono gergalmente definiti dagli esperti "Bidingo" in quanto i nuovi basamenti vennero assemblati con una coppia di cilindri utilizzati per il motore del "Dingo" di normale produzione, opportunamente riadattati alle diverse cilindrate unitarie.

## Fonti
- Mauro Janni, CdP Motorino, n. 23, 1970
- Mario Colombo, Moto Guzzi, Motociclismo d'Epoca - n.6, 2006, Edisport, Milano